# Antillocladius arcuatus
Antillocladius arcuatus är en tvåvingeart som beskrevs av Ole Anton Saether 1982. Antillocladius arcuatus ingår i släktet Antillocladius och familjen fjädermyggor.
Artens utbredningsområde är South Carolina. Inga underarter finns listade i Catalogue of Life.